# 赵玉芬
赵玉芬（1948年—），女，河南淇县人，中华人民共和国化学家、政治人物，全国政协委员，全国青联原副主席，中国化学会理事，世界科学院院士，中国科学院院士。她当选中国科学院院士时是当时最年轻的女性院士。

## 生平
1949年随父母到台湾。
1971年毕业于国立清华大学。1975年，获美国纽约州立大学石溪分校化学系博士学位。1975年至1979年，在美国纽约州立大学石溪分校和美国纽约大学化学系从事博士后研究工作。1979年回到中國大陸。1979年至1988年在中国科学院化学研究所从事研究工作。1988年至1999年，在北京清华大学化学系任教并于1993年任清华大学有机磷开放实验室主任。2000年至今，在厦门大学化学化工学院任教。

## 研究领域
有机磷化学及生物有机化学，从磷化学角度研究生命科学中的问题，探讨蛋白质、核酸、醣及酯類之间通过磷的相互作用，从而揭示生命化学的本质。

## 奖项和荣誉
- 获中科院科技进步二等奖
- 国家教委科技进步二等奖
- 首届中国青年科学家奖。
- 1991年，当选为中科院院士，成为当时中科院最年轻的女院士。
- 1993年，获首届“中国青年科学家奖”。
- 1995年，当选为俄罗斯国际科学院外籍院士。

## 研究成果
- 药物化学：发明了合成抗癌药三尖杉酯碱母核的新方法。开发了一系列无毒的抗血吸虫新化合物。
- RNA及DNA的切割剂：发现了磷酰化组氨酸的饱和溶液可以切割RNA及DNA；切割机理是与生物化学中水解磷酸二酯键一样，正与美国俄亥俄大学合作核酸定点切割试剂的研究。
- N－磷酰氨基酸自催化作用：N－磷酰氨基酸可以自身组装成多肽，并将核苷磷酰化为核苷酸。因此，N－磷酰氨基酸可以在一锅反应中同时生成肽库；核酸库，及肽－核酸复合库。
- 生命起源：磷酰氨基酸能同时生成核酸及蛋白，又能生成LB－膜及脂质体。因此，它是生命进化的最小系统。
- 其他成果：发表论文250多篇，其中SCI收录120篇，申请专利5项。